# Дабулявичюс, Андрюс
Андрюс Дабулявичюс (лит. AndriusDabulievičius; (19 июля 1896, по другим данным 1898, имение Паравияй, теперь Биржайский район, Литва — 20 июня 1938, Магадан, ГУЛАГ) — литовский поэт, публицист.

## Биография
Во время Первой мировой войны служил в русском войске. Весной 1919 арестован литовскими властями за коммунистическую деятельность. Сбежал из тюрьмы и перебрался в Советскую Россию. В 1922—1925 учился в Москве в Коммунистическом университете национальных меньшинств Запада; в 1929—1932 в Академии коммунистического воспитания, затем в Институте красной профессуры. С 1927 жил и работал в БССР (Орша, Минск). С 1935 года член литовской секции СП БССР; руководитель литовского отделения Белгосиздата.
Арестован в августе 1935 года; вскоре освобождён. В 1936 году в Минске на литовском языке опубликовал сборник поэзии «Mano tėvynė» («Моя родина»). Повторно арестован 17 октября 1936 года; приговорён к 5 годам лагерей. Был отправлен в Магадан, где и погиб. Реабилитирован в 1957 г.